# مداومة
في علم نفس السريري المداومة (أو المواظبة) هي عملية تكرار لاستجابة معينة أو عدم المقدرة على التحلي بصفة المرونة المعرفية (تغيير الأهداف أو المهمات أو النشاطات) كما هو متطلَّب، ويشهد على ذلك ظهور سلوكيات موافقة تظهر على شكل أفعال وتصرفات متكررة غير مبررة (مثل تكرار كلمة أو جملة أو إيحاءة) رغم غياب أو توقف العامل المنبه.
يعود سبب تلك الأفعال إلى عوامل نفسية، كما يمكن أن يكون السبب عضوياً نتيجة إصابة في الدماغ، أو اضطرابات عضوية أخرى. تشمل الأعراض فقدان القدرة على نقل الأفكار بشكل ملائم مع سياقها الاجتماعي، مثل تكرار جمل أو إيحاءات عفى عليها الزمن وأمست غير مناسبة أو ذات غير دلالة اجتماعية.,

## اقرأ أيضاً
- نمطية
- سلوك قهري
- اضطرابات المال